# Tethina pleuralis
Tethina pleuralis är en tvåvingeart som beskrevs av Lorenzo Munari 2010. Tethina pleuralis ingår i släktet Tethina och familjen Canacidae. Inga underarter finns listade i Catalogue of Life.